# Euroliga 2004-05
La temporada 2004-05 de la Euroliga (la máxima competición de clubes de baloncesto de Europa) se disputó del 1 de noviembre de 2004 hasta el 8 de mayo de 2005 y fue organizada por la Unión de Ligas Europeas de Baloncesto (ULEB).
Los mejores 24 clubes europeos de baloncesto compitieron por el título de campeón de clubes europeo, el cual fue ganado por el Maccabi Tel Aviv BC en la ciudad de Moscú.

## Primera fase
Los cinco primeros de cada grupo y el mejor sexto alcanzaron el Top 16.
| Clave para los grupos                       |
| ------------------------------------------- |
| Equipos clasificados para la siguiente fase |
| Equipos eliminados                          |

### Grupo A
|    | Equipo               | PJ | PG | PP | PF   | PC   | Dif  |
| -- | -------------------- | -- | -- | -- | ---- | ---- | ---- |
| 1. | Climamio Bolonia     | 14 | 12 | 2  | 1199 | 1103 | +96  |
| 2. | Efes Pilsen SK       | 14 | 12 | 2  | 1080 | 934  | +146 |
| 3. | KK Cibona Zagreb     | 14 | 8  | 6  | 1119 | 1072 | +47  |
| 4. | Real Madrid CF       | 14 | 7  | 7  | 1056 | 1020 | +36  |
| 5. | Prokom Trefl Sopot   | 14 | 7  | 7  | 981  | 1028 | -47  |
| 6. | Adecco Estudiantes   | 14 | 4  | 10 | 1074 | 1109 | -35  |
| 7. | Olympiacos BC        | 14 | 4  | 10 | 1017 | 1144 | -127 |
| 8. | KK Partizan Belgrado | 14 | 2  | 12 | 1030 | 1146 | -116 |

|      | FORT  | EFES   | CIBN  | RMAD  | PROK  | ESTU  | OLYM  | PART   |
| ---- | ----- | ------ | ----- | ----- | ----- | ----- | ----- | ------ |
| FORT | –     | 92–71  | 99–88 | 77–70 | 71–63 | 84–78 | 94–77 | 103–91 |
| EFES | 79–73 | –      | 72–70 | 74–70 | 78–65 | 81–72 | 80–54 | 78–63  |
| CIBN | 89–96 | 82–72  | –     | 73–58 | 88–57 | 85–78 | 60–64 | 85–76  |
| RMAD | 79–81 | 57–72  | 69–70 | –     | 76–66 | 91–66 | 76–62 | 82–66  |
| PROK | 78–68 | 67–73  | 83–78 | 61–69 | –     | 78–74 | 77–71 | 76–68  |
| ESTU | 84–97 | 61–66  | 81–87 | 90–84 | 75–67 | –     | 87–57 | 71–59  |
| OLYM | 71–76 | 59–110 | 89–83 | 75–83 | 75–77 | 90–80 | –     | 100–74 |
| PART | 85–88 | 49–74  | 78–81 | 87–92 | 64–66 | 83–77 | 87–73 | –      |

### Grupo B
|    | Equipo                    | PJ | PE | PP | PF   | PC   | Dif  |
| -- | ------------------------- | -- | -- | -- | ---- | ---- | ---- |
| 1. | Maccabi Tel Aviv BC       | 14 | 10 | 4  | 1324 | 1189 | +135 |
| 2. | FC Barcelona              | 14 | 9  | 5  | 1071 | 1045 | +26  |
| 3. | BC Žalgiris Kaunas        | 14 | 8  | 6  | 1185 | 1180 | +5   |
| 4. | AEK Atenas BC             | 14 | 7  | 7  | 1102 | 1106 | -4   |
| 5. | Montepaschi Siena         | 14 | 7  | 7  | 1105 | 1049 | +56  |
| 6. | Scavolini Pesaro          | 14 | 7  | 7  | 1116 | 1168 | -52  |
| 7. | KK Olimpia Ljubljana      | 14 | 6  | 8  | 1040 | 1058 | -18  |
| 8. | Adecco ASVEL Villeurbanne | 14 | 2  | 12 | 973  | 1121 | -148 |

|      | MACC    | FCBA  | ŽALG    | AEKA  | MONT  | SCAV   | OLIM  | ASVE  |
| ---- | ------- | ----- | ------- | ----- | ----- | ------ | ----- | ----- |
| MACC | –       | 84–59 | 102–104 | 93–92 | 93–88 | 123–73 | 95–82 | 89–69 |
| FCBA | 81–79   | –     | 98–102  | 69–57 | 58–70 | 77–70  | 79–69 | 73–59 |
| ŽALG | 75–102  | 80–81 | –       | 81–71 | 90–81 | 91–87  | 78–83 | 86–72 |
| AEKA | 110–113 | 91–79 | 76–86   | –     | 75–71 | 78–72  | 76–75 | 89–63 |
| MONT | 86–90   | 88–85 | 70–74   | 77–58 | –     | 93–70  | 74–70 | 86–70 |
| SCAV | 97–95   | 62–80 | 86–82   | 88–90 | 83–69 | –      | 77–68 | 95–86 |
| OLIM | 93–81   | 69–83 | 86–73   | 70–66 | 79–74 | 63–74  | –     | 79–67 |
| ASVE | 80–85   | 65–69 | 85–83   | 69–73 | 54–78 | 73–82  | 61–54 | –     |

### Grupo C
|    | Equipo           | PJ | PG | PP | PF   | PC   | Dif  |
| -- | ---------------- | -- | -- | -- | ---- | ---- | ---- |
| 1. | PBC CSKA Moscú   | 14 | 14 | 0  | 1191 | 1074 | +117 |
| 2. | Panathinaikos BC | 14 | 8  | 6  | 1126 | 1061 | +65  |
| 3. | Benetton Treviso | 14 | 8  | 6  | 1039 | 986  | +53  |
| 4. | Ülker Estambul   | 14 | 7  | 7  | 1030 | 987  | +43  |
| 5. | TAU Cerámica     | 14 | 6  | 8  | 1149 | 1146 | +3   |
| 6. | Unicaja Málaga   | 14 | 6  | 8  | 1030 | 1024 | +6   |
| 7. | Opel Skyliners   | 14 | 4  | 10 | 996  | 1137 | -141 |
| 8. | ÉB Pau-Orthez    | 14 | 3  | 11 | 1070 | 1216 | -146 |

|      | CSKA   | PANA  | TREV  | ÜLKR  | BASK  | UNIC  | SKYL  | PAUO   |
| ---- | ------ | ----- | ----- | ----- | ----- | ----- | ----- | ------ |
| CSKA | –      | 75–72 | 80–79 | 90–77 | 88–83 | 76–70 | 86–82 | 80–60  |
| PANA | 73–85  | –     | 80–71 | 79–72 | 99–95 | 88–69 | 72–67 | 103–89 |
| TREV | 72–80  | 83–77 | –     | 50–65 | 75–63 | 72–62 | 93–60 | 91–73  |
| ÜLKR | 82–87  | 66–64 | 62–69 | –     | 86–73 | 66–62 | 79–60 | 70–75  |
| BASK | 81–85  | 84–82 | 73–76 | 71–81 | –     | 83–79 | 90–69 | 93–87  |
| UNIC | 62–73  | 75–83 | 74–59 | 73–62 | 78–76 | –     | 82–67 | 80–71  |
| SKYL | 88–103 | 68–66 | 58–77 | 52–82 | 80–97 | 73–67 | –     | 86–62  |
| PAUO | 93–103 | 62–88 | 79–72 | 82–80 | 81–87 | 75–97 | 81–86 | –      |

## Top 16
Los dos primeros de cada grupo alcanzaron la ronda eliminatoria.

### Grupo D
|    | Equipo              | PJ | PG | PP | PF  | PC  | Dif |
| -- | ------------------- | -- | -- | -- | --- | --- | --- |
| 1. | Maccabi Tel Aviv BC | 6  | 6  | 0  | 513 | 427 | +86 |
| 2. | Ülker Estambul      | 6  | 3  | 3  | 434 | 469 | -35 |
| 3. | Montepaschi Siena   | 6  | 2  | 4  | 470 | 462 | +8  |
| 4. | KK Cibona Zagreb    | 6  | 1  | 5  | 430 | 489 | -59 |

|      | MACC  | ÜLKR  | MONT  | CIBN  |
| ---- | ----- | ----- | ----- | ----- |
| MACC | –     | 90–59 | 85–84 | 83–75 |
| ÜLKR | 67–83 | –     | 85–71 | 84–77 |
| MONT | 68–81 | 84–71 | –     | 90–62 |
| CIBN | 74–91 | 64–68 | 78–73 | –     |

### Grupo E
|    | Equipo           | PJ | PG | PP | PF  | PC  | Dif |
| -- | ---------------- | -- | -- | -- | --- | --- | --- |
| 1. | PBC CSKA Moscú   | 6  | 5  | 1  | 515 | 450 | +65 |
| 2. | Scavolini Pesaro | 6  | 3  | 3  | 467 | 492 | -25 |
| 3. | FC Barcelona     | 6  | 2  | 4  | 463 | 478 | -15 |
| 4. | Real Madrid CF   | 6  | 2  | 4  | 477 | 502 | -25 |

|      | CSKA  | SCAV   | FCBA  | RMAD  |
| ---- | ----- | ------ | ----- | ----- |
| CSKA | –     | 88–68  | 68–79 | 89–73 |
| SCAV | 66–84 | –      | 71–70 | 90–88 |
| FCBA | 70–91 | 87–101 | –     | 84–71 |
| RMAD | 94–95 | 75–71  | 76–73 | –     |

### Grupo F
|    | Equipo             | PJ | PG | PP | PF  | PC  | Dif |
| -- | ------------------ | -- | -- | -- | --- | --- | --- |
| 1. | Panathinaikos BC   | 6  | 4  | 2  | 480 | 450 | +30 |
| 2. | TAU Cerámica       | 6  | 4  | 2  | 526 | 483 | +43 |
| 3. | Climamio Bolonia   | 6  | 4  | 2  | 471 | 479 | -8  |
| 4. | BC Žalgiris Kaunas | 6  | 0  | 6  | 457 | 522 | -65 |

|      | PANA  | BASK  | FORT  | ŽALG   |
| ---- | ----- | ----- | ----- | ------ |
| PANA | –     | 93–81 | 78–55 | 83–78  |
| BASK | 86–69 | –     | 94–84 | 100–69 |
| FORT | 77–73 | 86–79 | –     | 87–74  |
| ŽALG | 73–84 | 82–86 | 81–82 | –      |

### Grupo G
|    | Equipo             | PJ | PG | PP | PF  | PC  | Dif  |
| -- | ------------------ | -- | -- | -- | --- | --- | ---- |
| 1. | Benetton Treviso   | 6  | 4  | 2  | 447 | 385 | +62  |
| 2. | Efes Pilsen SK     | 6  | 4  | 2  | 424 | 377 | +47  |
| 3. | AEK Atenas BC      | 6  | 4  | 2  | 436 | 427 | +9   |
| 4. | Prokom Trefl Sopot | 6  | 0  | 6  | 387 | 505 | -118 |

|      | TREV  | EFES  | AEKA  | PROK  |
| ---- | ----- | ----- | ----- | ----- |
| TREV | –     | 70–59 | 85–65 | 89–75 |
| EFES | 52–43 | –     | 69–62 | 86–62 |
| AEKA | 83–75 | 70–69 | –     | 81–70 |
| PROK | 51–85 | 70–89 | 59–75 | –     |

## Cuartos de final

### Cuarto de final 1
| 5 de abril de 2005 | Maccabi Tel Aviv BC                                       | 88–60        | Scavolini Pesaro                                            |                                                                 |  |
|                    |                                                           |              |                                                             |                                                                 |  |
|                    | Estadísticas Jasikevičius 18 Baston & Burstein 7 Vujčić 5 | Pts Reb Asts | Estadísticas Milič 16 Archibald 9 Archibald, Penn & Smith 2 | Pabellón: Nokia Arena, Tel Aviv Asistencia: 10.500 espectadores |  |

| 7 de abril de 2005                        | Scavolini Pesaro                                              | 100–103      | Maccabi Tel Aviv BC                                  |                             |  |  |
|                                           | Parciales: 21-20, 20-30, 28-28, 31-25                         |              |                                                      |                             |  |  |
|                                           | Estadísticas Smith 32 Archibald 8 Archibald, Möttölä & Penn 3 | Pts Reb Asts | Estadísticas Vujčić 26 Jasikevičius 7 Jasikevičius 5 | Pabellón: BPA Palas, Pésaro |  |  |
| Maccabi Tel Aviv BC gana la serie por 2–0 |                                                               |              |                                                      |                             |  |  |
|                                           |                                                               |              |                                                      |                             |  |  |

### Cuarto de final 2
| 5 de abril de 2005 | PBC CSKA Moscú                                | 88–74        | Ülker Estambul                             |                                                                            |  |
|                    | Parciales: 20-19, 29-15, 14-20, 25-20         |              |                                            |                                                                            |  |
|                    | Estadísticas Brown 16 Dikoudis 8 Papaloukas 6 | Pts Reb Asts | Estadísticas Erdoğan 17 Gönlüm 7 Erdoğan 5 | Pabellón: CSKA Universal Sports Hall, Moscú Asistencia: 5.000 espectadores |  |

| 7 de abril de 2005                   | Ülker Estambul                                                         | 64–82        | PBC CSKA Moscú                                              |                                                                      |  |  |
|                                      | Parciales: 15-20, 19-27, 17-16, 13-19                                  |              |                                                             |                                                                      |  |  |
|                                      | Estadísticas Štombergas 17 Žukauskas 13 Açık, Praškevičius & Tunçeri 2 | Pts Reb Asts | Estadísticas Andersen, Brown & Holden 14 Andersen 9 Brown 8 | Pabellón: Abdi İpekçi Arena, Estambul Asistencia: 7.000 espectadores |  |  |
| PBC CSKA Moscú gana la serie por 2–0 |                                                                        |              |                                                             |                                                                      |  |  |
|                                      |                                                                        |              |                                                             |                                                                      |  |  |

### Cuarto de final 3
| 6 de abril de 2005 | Panathinaikos BC                                     | 102–96       | Efes Pilsen SK                                  |                                                                       |  |
|                    | Parciales: 21-21, 25-25, 18-17, 24-25 (T.E.: 14-8)   |              |                                                 |                                                                       |  |
|                    | Estadísticas Lakovič 26 Batiste & Baxter 4 Lakovič 4 | Pts Reb Asts | Estadísticas Domercant 29 Domercant 7 Solomon 3 | Pabellón: Olympic Indoor Hall, Atenas Asistencia: 12.000 espectadores |  |

| 8 de abril de 2005 | Efes Pilsen SK                            | 75–63        | Panathinaikos BC                                 |                                       |  |
|                    | Parciales: 18-16, 10-16, 24-13, 23-18     |              |                                                  |                                       |  |
|                    | Estadísticas Solomon 24 Peker 9 Solomon 5 | Pts Reb Asts | Estadísticas Lakovič 20 Femerling 8 Šćepanović 4 | Pabellón: Abdi İpekçi Arena, Estambul |  |

| 14 de abril de 2005                    | Panathinaikos BC                                   | 84–76        | Efes Pilsen SK                              |                                                                       |  |  |
|                                        | Parciales: 22-17, 26-22, 24-13, 12-24              |              |                                             |                                                                       |  |  |
|                                        | Estadísticas Lakovič 22 Tsartsaris 6 Diamantidis 4 | Pts Reb Asts | Estadísticas Domercant 17 Abi 7 Domercant 3 | Pabellón: Olympic Indoor Hall, Atenas Asistencia: 17.000 espectadores |  |  |
| Panathinaikos BC gana la serie por 2–1 |                                                    |              |                                             |                                                                       |  |  |
|                                        |                                                    |              |                                             |                                                                       |  |  |

### Cuarto de final 4
| 5 de abril de 2005 | Benetton Treviso                          | 59–98        | TAU Cerámica                                                      |                                                             |  |
|                    | Parciales: 19-27, 19-22, 14-30, 7-19      |              |                                                                   |                                                             |  |
|                    | Estadísticas Garnett 13 Goree 6 Soragna 3 | Pts Reb Asts | Estadísticas Scola 34 Dávid & Splitter 7 Macijauskas & Prigioni 4 | Pabellón: Palaverde, Treviso Asistencia: 4.174 espectadores |  |

| 7 de abril de 2005                 | TAU Cerámica                                      | 66–64        | Benetton Treviso                            |                                                                        |  |  |
|                                    | Parciales: 17-19, 15-11, 14-13, 20-21             |              |                                             |                                                                        |  |  |
|                                    | Estadísticas Macijauskas 20 Splitter 7 Prigioni 4 | Pts Reb Asts | Estadísticas Garnett 16 Goree 8 Marconato 3 | Pabellón: Fernando Buesa Arena, Vitoria Asistencia: 9.300 espectadores |  |  |
| TAU Cerámica gana la serie por 2–0 |                                                   |              |                                             |                                                                        |  |  |
|                                    |                                                   |              |                                             |                                                                        |  |  |

## Final Four

### Semifinales

#### Semifinal 1
| 6 de mayo de 2005 | Maccabi Tel Aviv BC                                            | 91–82        | Panathinaikos BC                                |                                                                   |  |
|                   | Parciales: 25-18, 24-23, 19-21, 23-20                          |              |                                                 |                                                                   |  |
|                   | Estadísticas Sharp 20 Baston, Parker & Vujčić 5 Jasikevičius 8 | Pts Reb Asts | Estadísticas Kutluay 17 Batiste 6 Diamantidis 5 | Pabellón: Olimpiisky Arena, Moscú Asistencia: 13.607 espectadores |  |

#### Semifinal 2
| 6 de mayo de 2005 | PBC CSKA Moscú                            | 78–85        | TAU Cerámica                                    |                                                                   |  |
|                   | Parciales: 17-25, 23-22, 19-13, 19-25     |              |                                                 |                                                                   |  |
|                   | Estadísticas Holden 20 Andersen 7 Brown 5 | Pts Reb Asts | Estadísticas Macijauskas 23 Dávid 12 Prigioni 5 | Pabellón: Olimpiisky Arena, Moscú Asistencia: 13.607 espectadores |  |

### Tercer lugar
| 8 de mayo de 2005 | PBC CSKA Moscú                                          | 91–94        | Panathinaikos BC                                           |                                                                   |  |
|                   | Parciales: 20-15, 22-8, 19-28, 17-27 (T.E.: 6-6, 7-10)  |              |                                                            |                                                                   |  |
|                   | Estadísticas Brown 21 Andersen 15 Holden & Papaloukas 4 | Pts Reb Asts | Estadísticas Batiste 28 Batiste 10 Diamantidis & Lakovič 4 | Pabellón: Olimpiisky Arena, Moscú Asistencia: 13.607 espectadores |  |

### Final
| 8 de mayo de 2005 | Maccabi Tel Aviv BC                            | 90–78        | TAU Cerámica                          |                                                                   |  |
|                   | Parciales: 26-15, 24-24, 15-23, 25-16          |              |                                       |                                                                   |  |
|                   | Estadísticas Jasikevičius 22 Baston 7 Vujčić 7 | Pts Reb Asts | Estadísticas Scola 21 Scola 9 Scola 4 | Pabellón: Olimpiisky Arena, Moscú Asistencia: 13.607 espectadores |  |

| Campeones de la Euroleague 2004-05 |
| ---------------------------------- |
| Maccabi Tel-Aviv Quinto título     |

## Nominaciones

### Primer quinteto ideal de la temporada
| Posición  | Jugador              | Equipo              |
| --------- | -------------------- | ------------------- |
| Base      | Šarūnas Jasikevičius | Maccabi Tel Aviv BC |
| Escolta   | Arvydas Macijauskas  | TAU Cerámica        |
| Alero     | Anthony Parker       | Maccabi Tel Aviv BC |
| Ala-pívot | David Andersen       | PBC CSKA Moscú      |
| Pívot     | Nikola Vujčić        | Maccabi Tel Aviv BC |

|  | MVP de la temporada |

### Segundo quinteto ideal de la temporada
| Posición  | Jugador       | Equipo             |
| --------- | ------------- | ------------------ |
| Base      | Jaka Lakovič  | Panathinaikos BC   |
| Escolta   | Marcus Brown  | PBC CSKA Moscú     |
| Alero     | Charles Smith | Scavolini Pesaro   |
| Ala-pívot | Luis Scola    | TAU Cerámica       |
| Pívot     | Tanoka Beard  | BC Žalgiris Kaunas |

### MVP de la Final Four
| Posición | Jugador              | Equipo              |
| -------- | -------------------- | ------------------- |
| Base     | Šarūnas Jasikevičius | Maccabi Tel Aviv BC |

### PremioAlphonso Fordal mejor anotador
| Posición | Jugador       | Equipo           |
| -------- | ------------- | ---------------- |
| Escolta  | Charles Smith | Scavolini Pesaro |

### Mejor defensor
| Posición | Jugador              | Equipo           |
| -------- | -------------------- | ---------------- |
| Base     | Dimitris Diamantidis | Panathinaikos BC |

### Estrella emergente
| Posición  | Jugador       | Equipo           |
| --------- | ------------- | ---------------- |
| Ala-pívot | Eražem Lorbek | Climamio Bolonia |

### PremioAlexander Gomelskyal mejor entrenador
| Entrenador   | Equipo              |
| ------------ | ------------------- |
| Pini Gershon | Maccabi Tel Aviv BC |

### Jugador del mes
| Mes       | Jugador              | Equipo              |
| --------- | -------------------- | ------------------- |
| Noviembre | Anthony Parker       | Maccabi Tel Aviv BC |
| Diciembre | Serkan Erdoğan       | Ülker Estambul      |
| Enero     | Theodoros Papaloukas | PBC CSKA Moscú      |
| Febrero   | Jaka Lakovič         | Panathinaikos BC    |
| Marzo     | Arvydas Macijauskas  | TAU Cerámica        |
| Abril     | Marcus Brown         | PBC CSKA Moscú      |

### Jugador de la jornada
| Jornada     | Jugador            | Equipo               | Valoración |
| ----------- | ------------------ | -------------------- | ---------- |
| 1           | Yaniv Green        | Maccabi Tel Aviv BC  | 32         |
| 1           | Saulius Štombergas | Ülker Estambul       | 32         |
| 2           | Tanoka Beard       | BC Žalgiris Kaunas   | 30         |
| 3           | Anthony Parker     | Maccabi Tel Aviv BC  | 47         |
| 4           | Marko Popović      | KK Cibona Zagreb     | 54         |
| 5           | Dejan Milojević    | KK Partizan Belgrado | 55         |
| 6           | Charles Smith      | Scavolini Pesaro     | 41         |
| 7           | Chris Williams     | Opel Skyliners       | 39         |
| 8           | Anthony Parker     | Maccabi Tel Aviv BC  | 35         |
| 9           | Jorge Garbajosa    | Unicaja Málaga       | 42         |
| 10          | Anthony Parker     | Maccabi Tel Aviv BC  | 36         |
| 11          | Charles Smith      | Scavolini Pesaro     | 39         |
| 12          | Anthony Parker     | Maccabi Tel Aviv BC  | 37         |
| 13          | Tanoka Beard       | BC Žalgiris Kaunas   | 32         |
| 14          | David Andersen     | PBC CSKA Moscú       | 45         |
| Top16 - 1   | David Andersen     | PBC CSKA Moscú       | 41         |
| Top16 - 2   | Anthony Parker     | Maccabi Tel Aviv BC  | 40         |
| Top16 - 3   | David Andersen     | PBC CSKA Moscú       | 37         |
| Top16 - 4   | Hanno Möttölä      | Scavolini Pesaro     | 30         |
| Top16 - 5   | Serkan Erdoğan     | Ülker Estambul       | 32         |
| Top16 - 6   | Jaka Lakovič       | Panathinaikos BC     | 30         |
| PlayOff - 1 | Luis Scola         | TAU Cerámica         | 43         |
| PlayOff - 2 | Will Solomon       | Efes Pilsen SK       | 34         |

| Predecesor: Euroliga 2003-04 | Euroliga 2004-05 | Sucesor: Euroliga 2005-06 |